# Bangor-on-Dee
Bangor-on-Dee (Bangor-is-y-Coed in lingua gallese) è un centro abitato del Galles, situato nel distretto di contea di Wrexham.